# Joseph Schildkraut
Joseph Schildkraut (Vienna, 22 marzo 1896 – New York, 21 gennaio 1964) è stato un attore austriaco naturalizzato statunitense.
Fu il vincitore del premio Oscar al miglior attore non protagonista nel 1938 per l'interpretazione del capitano Alfred Dreyfus nel film Emilio Zola.

## Filmografia

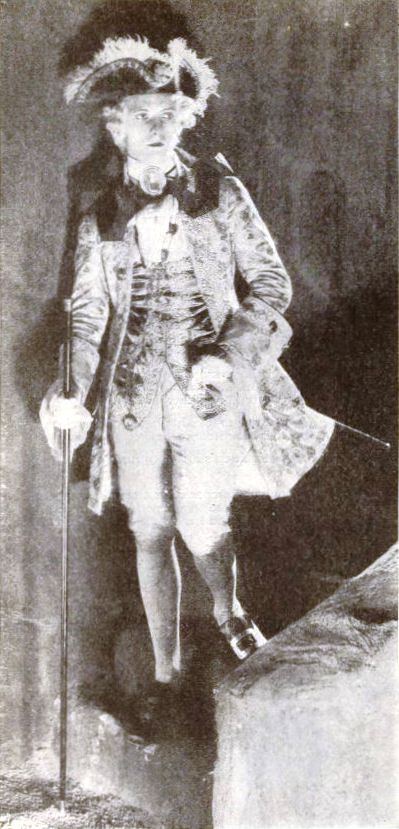
Le due orfanelle (1921)

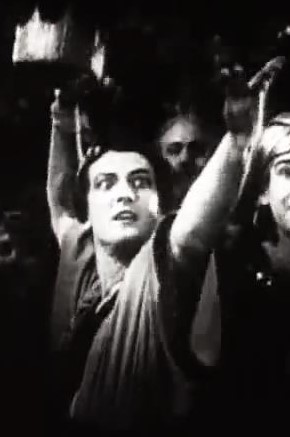
Il re dei re (1927)

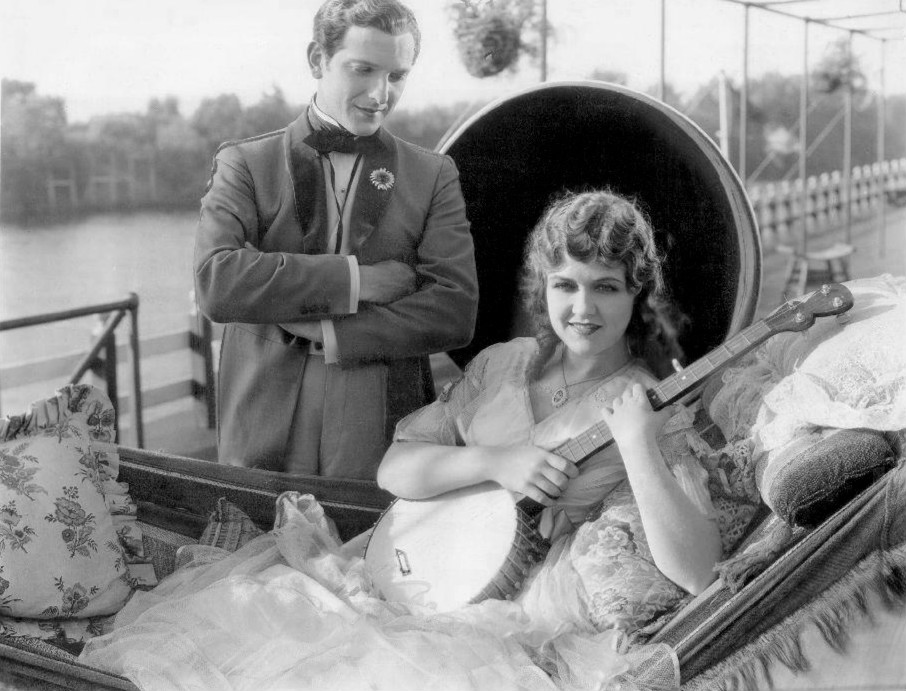
Mississipi (1929)

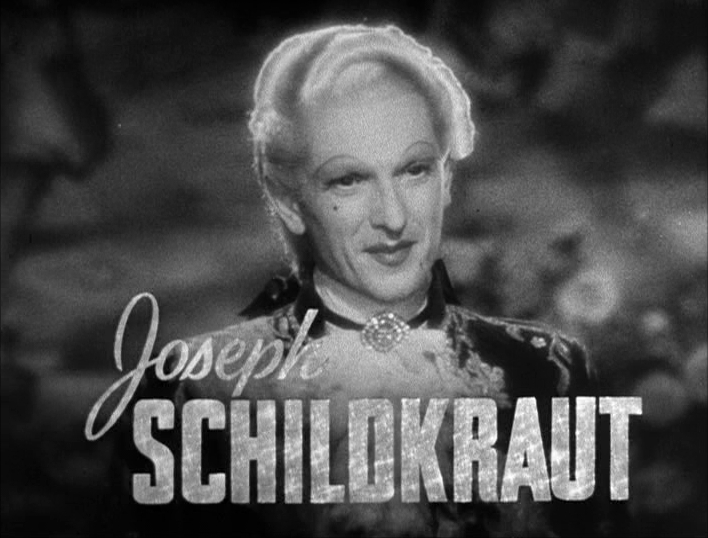
Maria Antonietta (1938)

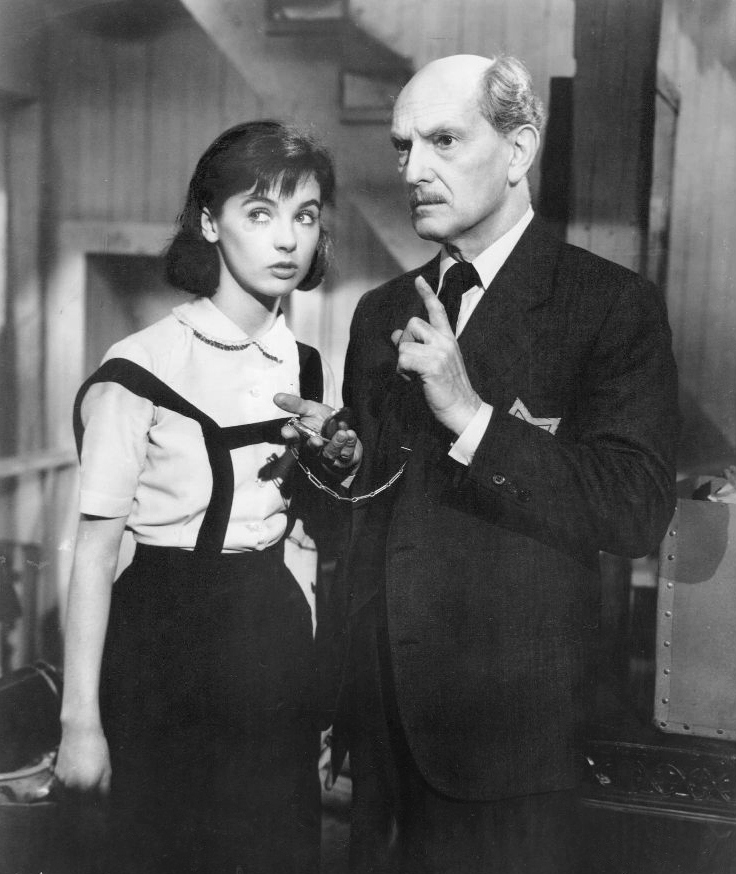
Il diario di Anna Frank (1959)

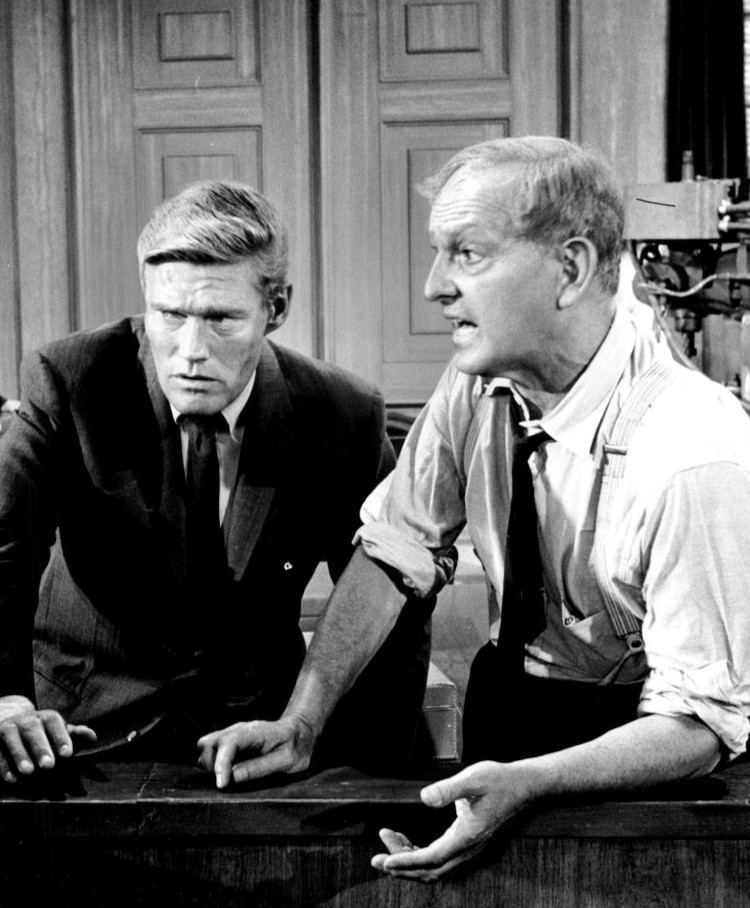
Con Chuck Connors nella serie tv Sotto accusa (1963)

### Cinema
- Dämon und Mensch, regia di Richard Oswald (1915)
- Schlemihl, regia di Richard Oswald (1915)
- Der Glücksschneider, regia di Hans Otto (1916) – Cortometraggio
- Das Wiegenlied, regia di Max Mack (1916)
- Für den Ruhm des Geliebten, regia di Karl Heine e Robert Reinert (1916)
- Seine Durchlaucht der Landstreicher, regia di Paul L. Stein (1919)
- Die schwarze Fahne, regia di Paul L. Stein (1919)
- Der Diamant des Todes, regia di Leo Stoll (1919) – Cortometraggio
- Der Roman der Komtesse Ruth, regia di Hans Otto (1920)
- Theodor Herzl, der Bannerträger des jüdischen Volkes, regia di Otto Kreisler (1921)
- Le due orfanelle (Orphans of the Storm), regia di D.W. Griffith (1921)
- Più forte dell'odio (The Song of Love), regia di Chester M. Franklin e Frances Marion (1923)
- La strega di York (The Road to Yesterday), regia di Cecil B. DeMille (1925)
- Shipwrecked, regia di Joseph Henabery (1926)
- Meet the Prince, regia di Joseph Henabery (1926)
- Young April, regia di Donald Crisp (1926)
- Il re dei re (The King of Kings), regia di Cecil B. DeMille (1927)
- The Heart Thief, regia di Nils Olaf Chrisander (1927)
- His Dog, regia di Karl Brown (1927)
- Vendetta araba (The Forbidden Woman), regia di Paul L. Stein (1927)
- Danubio bleu (The Blue Danube), regia di Paul Sloane (1928)
- Tenth Avenue, regia di William C. de Mille (1928)
- Mississipi (Show Boat), regia di Harry A. Pollard (1929)
- Poker d'amore (The Mississippi Gambler), regia di Reginald Barker (1929)
- Avventura notturna (The Night Ride), regia di John S. Robertson (1930)
- Cock o' the Walk, regia di Walter Lang e Roy William Neill (1930)
- Die Sehnsucht jeder Frau, regia di Victor Sjöström (1930)
- Carnival, regia di Herbert Wilcox (1931)
- Capriccio di femmina (The Blue Danube), regia di Herbert Wilcox (1932)
- Viva Villa!, regia di Jack Conway (1934)
- Tramonto (Sisters Under the Skin), regia di David Burton (1934)
- Cleopatra, regia di Cecil B. DeMille (1934)
- I crociati (The Crusades), regia di Cecil B. DeMille (1935)
- Il giardino di Allah (The Garden of Allah), regia di Richard Boleslawski (1936)
- Il mercante di schiavi (Slave Ship), regia di Tay Garnett (1937)
- Anime sul mare (Souls at Sea), regia di Henry Hathaway (1937)
- Emilio Zola (The Life of Emile Zola), regia di William Dieterle (1937)
- La spia dei lancieri (Lancer Spy), regia di Gregory Ratoff (1937)
- Lady Behave!, regia di Lloyd Corrigan (1937)
- La baronessa e il maggiordomo (The Baroness and the Butler), regia di Walter Lang (1938)
- Maria Antonietta (Marie Antoinette), regia di W. S. Van Dyke (1938)
- Suez, regia di Allan Dwan (1938)
- Spregiudicati (Idiot's Delight), regia di Clarence Brown (1939)
- D'Artagnan e i tre moschettieri (The Three Musketeers), regia di Allan Dwan (1939)
- La maschera di ferro (The Man in the Iron Mask), regia di James Whale (1939)
- Mr. Moto Takes a Vacation, regia di Norman Foster (1939)
- La signora dei tropici (Lady of the Tropics), regia di Jack Conway (1939)
- La grande pioggia (The Rains Came), regia di Clarence Brown (1939)
- Pack Up Your Troubles, regia di H. Bruce Humberstone (1939)
- Scrivimi fermo posta (The Shop Around the Corner), regia di Ernst Lubitsch (1940)
- Phantom Raiders, regia di Jacques Tourneur (1940)
- Gli avventurieri di Santa Marta (Rangers of Fortune), regia di Sam Wood (1940)
- Meet the Wildcat, regia di Arthur Lubin (1940)
- The Parson of Panamint, regia di William C. McGann (1941)
- The Tell-Tale Heart, regia di Jules Dassin (1941) – Cortometraggio
- Fiamme a San Francisco (Flame of Barbary Coast), regia di Joseph Kane (1945)
- Il naufrago (The Cheaters), regia di Joseph Kane (1945)
- Monsieur Beaucaire, regia di George Marshall (1946)
- Plainsman and the Lady, regia di Joseph Kane (1946)
- Il prigioniero di Fort Ross (Northwest Outpost), regia di Allan Dwan (1947)
- Donne e avventurieri (Old Los Angeles), regia di Joseph Kane (1948)
- L'eroica legione (The Gallant Legion), regia di Joseph Kane (1948)
- Il diario di Anna Frank (The Diary of Anne Frank), regia di George Stevens (1959)
- Il padrone di New York (King of the Roaring 20's: The Story of Arnold Rothstein), regia di Joseph M. Newman (1961)
- La più grande storia mai raccontata (The Greatest Story Ever Told), regia di George Stevens (1965)

### Televisione
- The Ford Theatre Hour – serie TV, episodi Kind Lady (1949) e Uncle Harry (1950)
- Sure As Fate – serie TV, episodio One in a Million (1951)
- Faith Baldwin Romance Theatre – serie TV, episodio Waiting for Love (1951)
- Somerset Maugham TV Theatre – serie TV, episodio Appearance and Reality (1951)
- Cosmopolitan Theatre – serie TV, episodio Be Just and Fear Not (1951)
- Personal Appearance Theater – serie TV, 4 episodi (1951-1952)
- Hamlet, regia di Albert McCleery – film TV (1953)
- Schlitz Playhouse of Stars – serie TV, episodio 2x17 (1953)
- The Web – serie TV, episodio A Time for Dying (1953)
- Omnibus – serie TV, episodi 1x19-1x22-1x25 (1953)
- The Philip Morris Playhouse – serie TV, episodio 1x18 (1954)
- Armstrong Circle Theatre – serie TV, episodio 4x35 (1954)
- The Hammer and the Sword, regia di Albert McCleery – film TV (1955)
- Lux Video Theatre – serie TV, episodio 5x27 (1955)
- Cameo Theatre – serie TV, episodio The Man from the South (1955)
- Ai confini della realtà (The Twilight Zone) – serie TV, episodi 3x09-3x31 (1961-1962)
- Il dottor Kildare (Dr. Kildare) – serie TV, episodio 1x21 (1962)
- Sam Benedict – serie TV, episodio Hear the Mellow Wedding Bells (1962)
- Gli intoccabili (The Untouchables) – serie TV, episodio 4x16 (1963)
- Indirizzo permanente (77 Sunset Strip) – serie TV, episodi 6x01-6x03 (1963)
- Sotto accusa (Arrest and Trial) – serie TV, episodio 1x07 (1963)

## Doppiatori italiani
- Augusto Marcacci in Maria Antonietta, La maschera di ferro, Fiamme a San Francisco, Monsieur Beaucaire, Il diario di Anna Frank[1]
- Stefano Sibaldi in Cleopatra (ridoppiaggio), La spia dei lancieri
- Ernesto Sabbatini in Cleopatra
- Mario Ferrari in Viva Villa! (ridoppiaggio)
- Carlo Romano in Il giardino di Allah (ridoppiaggio)
- Michael Tor in Scrivimi fermo posta
- Manlio Busoni in La più grande storia mai raccontata
- Carlo Valli in Emilio Zola (ridoppiaggio)[2]

## Riconoscimenti
- Premio Oscar
  - 1938 – Miglior attore non protagonista per Emilio Zola
- Golden Globe
  - 1960 – Candidatura per il Miglior attore in un film drammatico per Il diario di Anna Frank
- National Board of Review of Motion Pictures Awards
  - 1937 – Miglior recitazione per Emilio Zola
- Primetime Emmy Awards
  - 1963 – Candidatura per il miglior attore protagonista in un singolo episodio di una serie televisiva per Sam Benedict, episodio Hear the Mellow Wedding Bells